# Rama (Saskatchewan)
Rama es un pueblo canadiense situado en la provincia de Saskatchewan.

## Superficie
Rama tiene una superficie de 0,67 km².

## Demografía
En 2021, tenía 70 habitantes, una densidad poblacional de 105,1 hab./km², y 37 viviendas.